# Manuel Blum
Manuel Blum (* 26. dubna 1938, Caracas, Venezuela) je venezuelský informatik židovského původu. Je znám zejména pro svou práci v oblasti základů teorie výpočetní složitosti (Blumovy axiomy) a její aplikace v kryptologii a verifikaci programů. Za tento přínos dostal v roce 1995 Turingovu cenu. Roku 1986 spolu s Lenore Blum a Michaelem Shubem popsal vlastnosti generátoru Blum Blum Shub.